# Маркус Холлоуэй
Марк Хэллоуэй — вымышленный персонаж из серии видеоигр компании Ubisoft, впервые появившийся в качестве игрового персонажа в игре 2016 года «Watch Dogs 2». Марк представлен как молодой хакер (в сети известный под псевдонимом «Retr0»), проживающий в районе залива Сан-Франциско и ошибочно занесённый в криминальный профиль ctOS 2.0 — электронной системы, используемой для управления инфраструктурой и сети наблюдения региона.
Марк стирает свой профиль из системы и присоединяется к хактивистскому коллективу DedSec, чтобы повысить общественную осведомлённость о рисках, связанных с ctOS 2.0, и разоблачить коррупцию его создателей — корпорации Blume. Более взрослый Марк появляется только в озвучке в камео в дополнении Bloodline 2021 года для «Watch Dogs: Legion», главным героем которого является его лучший друг и товарищ по DedSec Регинальд «Wrench» Блечман; роль Марка озвучил Раффин Прентис. 
Персонаж возвращается в анимационном сериале «Captain Laserhawk: A Blood Dragon Remix», где получает голос Марка Эбулуе (Mark Ebulue).

## Концепция и дизайн
Марк Хэллоуэй был впервые представлен в видео мировой премьеры Watch Dogs 2, загруженном на официальный канал Ubisoft на YouTube в июне 2016 года.
Он создан атлетичныv играбельным персонажем. Подход к навигации по миру игры Watch Dogs 2 акцентирует внимание на динамичных паркурных манёврах, схожих с играми вроде Mirror's Edge. Гаджеты Марка, расширяющие его способности к взлому электроники, включают крошечную радиоуправляемую машинку, способную на физические взломы и отвлекать врагов с помощью высокочастотных оскорблений, а также дрон, который проводит разведку с высокой позиции и помогает планировать действия. Марк также может с помощью своих навыков взлома создавать триггеры срабатывания на электронных устройствах и расставлять ловушки для врагов.

## Образ
В Watch Dogs 2 роль Марка Хэллоуэя методом захвата движения исполнил Раффин Прентисс.
Разработчики отмечали, что хотели, чтобы Марк воспринимался как аутентичный персонаж, не как карикатура. Ubisoft привлекла афроамериканских консультантов по сценарию и актёров, чтобы они помогли подобрать голоса персонажей, и поощряла актёров к импровизации.
Креативный директор Watch Dogs 2 Джонатан Морин сказал, что команда поощряла актёров использовать в их взаимодействиях естественную синергию и что исполнители ролей Марка и другого афроамериканского персонажа, Горацио Карлина, обладали схожим культурным бэкграундом и естественным способом общения друг с другом.

## Появления
- Watch Dogs 2
- Watch Dogs: Legion
- Капитан Лазерхоук: Blood Dragon Remix